# Hypopyra distans
Hypopyra distans là một loài bướm đêm trong họ Erebidae.